# Водное поло на летних Олимпийских играх 1956
Соревнования по водному поло в рамках летних Олимпийских игр 1956 года в Мельбурне проходили с 28 ноября по 7 декабря. Был разыгран один комплект наград в мужском первенстве. Олимпийскими чемпионами 1952 года являлись венгры.
Турнир завершился убедительной победой венгерских ватерполистов, выигравших все шесть своих матчей на турнире. В этих матчах венгры пропустили всего 4 мяча, самым трудным был для них только заключительный матч против сборной Югославии, в котором решалась судьба золотых наград — венгры выиграли со счётом 2:1. В свете событий венгерского восстания 1956 года особо принципиальным для венгров был также матч со сборной СССР, который венгры выиграли со счётом 4:0. Целый ряд венгерских спортсменов после Игр не вернулись в Венгрию.
Венгры подтвердили своё мировое лидерство в водном поло, выиграв золото на четвёртой из пяти последних проведённых Олимпиад (1932, 1936, 1952 и 1956).

## Медалисты
| Золото | Серебро | Бронза |
| Венгрия Антал Больвари Отто Борош Дежё Дьярмати Эрвин Задор Ласло Йеней Тивадар Канижа Дьёрдь Карпати Михай Майер Кальман Марковитц Миклош Мартин Иштван Сивош Иштван Хевеши | Югославия Иво Ципци Томислав Франькович Владимир Ивкович Здравко Ежич Хрвое Качич Здравко-Чиро Ковачич Ловро Радоньич Мариян Жужей | СССР Борис Гойхман Нодар Гвахария Виктор Агеев Михаил Рыжак Юрий Шляпин Валентин Прокопов Вячеслав Куренной Борис Маркаров Пётр Бреус Пётр Мшвениерадзе Георгий Лезин |